# Андріївка (Курненська сільська громада)
Андрі́ївка (до 1946 року — Генрихівка-Андрюківка, також — Генриківка, Генрихівка) — село в Україні, в Курненській сільській територіальній громаді Житомирського району Житомирської області. У 1925—2017 роках — адміністративний центр колишньої однойменної сільської ради.

## Загальна інформація
Розміщене на лівому березі річки Тня, притоки Случі, за 28 км від Пулин та 15 км від залізничної станції Курне.

## Населення
У 1887 році в селі було 87 дворів та 567 жителів, в кінці 19 століття в селі налічувалося 85 дворів та 473 жителі.
Відповідно до результатів перепису населення Російської імперії 1897 року, загальна кількість мешканців становила 513 осіб, з них: православних — 487, чоловіків — 257, жінок — 256.
У 1906 році нараховувалося 89 дворів та 502 мешканці, станом на 1923 рік в селі налічувалося 212 дворів та 970 мешканців.
Станом на 1972 рік, кількість населення становила 580 осіб, дворів — 186.
Відповідно до результатів перепису населення 1989 року, кількість населення, станом на 1 грудня 1989 року, складала 504 особи.
Станом на 5 грудня 2001 року, відповідно до перепису населення України, кількість мешканців села складала 440 осіб.
Станом на 01.01.2021 року — 363 особи

### Мова
Розподіл населення за рідною мовою за даними перепису 2001 року:
| Мова       | Кількість | Відсоток |
| ---------- | --------- | -------- |
| українська | 440       | 100 %    |

## Історія
В кінці 19 століття — село Генриківка (пол. Henrykówka) Курненської волості Новоград-Волинського (Звягельського) повіту, за 26 верст (28 км) від Новограда-Волинського (Звягеля) та 6 верст від Курного. Належало до православної парафії в Курному.
В 1906 році — сільце Генрихівка (рос. Генриховка), входило до складу Курненської волості (3-го стану) Новоград-Волинського повіту Волинської губернії. Відстань до повітового центру, м. Новоград-Волинський, становила 32 версти, до волосної управи в с. Курне — 7 верст. Найближче поштово-телеграфне відділення розташовувалось на станції Рудня.
У 1923 році увійшло до складу новоствореної Соколівської сільської ради, котра, від 7 березня 1923 року, увійшла до складу новоствореного Пулинського району Житомирської (згодом — Волинська) округи. Розміщувалося за 17 верст від районного центру, містечка Пулини, та 2 версти від центру сільської ради, міст. Соколів.
23 лютого 1924 року, відповідно до рішення Волинської ГАТК «Про зміни меж округів, районів та сільрад», село включене до складу Тетірківської сільської ради Пулинського району. Від 28 вересня 1925 року — адміністративний центр новоствореної Генрихівської сільської ради Пулинського району. 20 червня 1930 року, в складі сільської ради, увійшло до новоствореного Соколовського німецького національного району Волинської округи. 15 вересня 1930 року, внаслідок ліквідації Соколовського району, село, разом із сільською радою, увійшло до складу Новоград-Волинського району. 1 червня 1935 року, в складі сільської ради, підпорядковане Новоград-Волинській міській раді, 17 жовтня 1935 року — включене до складу Червоноармійського району Київської області.
7 червня 1946 року, відповідно до указу Президії Верховної ради УРСР «Про збереження історичних найменувань та уточнення і впорядкування існуючих назв сільрад і населених пунктів Житомирської області», село перейменоване на Андріївку, відповідно сільська рада — на Андріївську.
На фронтах Другої світової війни воювали 98 селян, 38 з них загинули, 75 осіб нагороджені орденами та медалями. На їх честь в селі встановлено пам'ятник.
В радянські часи в селі розміщувалася центральна садиба колгоспу, котрий мав у користуванні 2 637 га угідь, з них 1 862,9 га ріллі. Господарство займалося вирощуванням зернових культур та м'ясо-молочне тваринництвом, діяв гончарний цех. В селі були середня школа, клуб, бібліотека, медпункт, дитячі ясла, радіовузол.
4 січня 1965 року, разом із сільрадою, увійшло до Житомирського району, 8 грудня 1966 року повернуте до складу відновленого Червоноармійського (згодом — Пулинський) району. 1 серпня 2017 року увійшло до складу новоствореної Соколівської сільської територіальної громади Пулинського району Житомирської області.
12 червня 2020 року, відповідно до розпорядження Кабінету Міністрів України № 711-р «Про визначення адміністративних центрів та затвердження територій територіальних громад Житомирської області», територію та населені пункти Соколовської сільської територіальної громади включено до складу Курненської сільської громади Житомирського району Житомирської області.